# جبل النزهة
جبل النزهة هو أحد الأحياء الشعبية في عمان الشرقية، وهي المنطقة الواقعة شمال وسط البلد، إذ تبعد عنه مسافة 2.50 كم تقريباً. يتبع جبل النزهة منطقة بسمان حسب تصنيف أمانة عمان الكبرى، ويحيط المنطقة شارع الاستقلال من الشمال وشارع الأردن من الغرب والجنوب، وأهمُّ الشوارع التي تحتويها: شارع أبو ذر الغفاري، وشارع سعيد بن المسيب، وشارع النزهة (المعروف باسم شارع الكويتية)، وشارع عبد الرحمن المخزومي (يكثر فيه السكان المصريّون)، وشارع أبو العلاء المعري، وشارع فاطمة بنت الخطاب.
يعدّ جبل النزهة واحداً من أقدم أحياء مدينة عمّان. يوجد في الحي أكبر دوَّارٍ في عمان والأردن وهو دوار النزهة[بحاجة لمصدر] الذي يعد قلب المنطقة، كما توجد بعض المناطق المهمّة المتصلة به، مثل وادي الحدادة والسيل القديم وجبل القصور وضاحية الأمير حسن ومخيم الحسين. وتعدّ منطقة الدوار وشارع المدارس من المناطق التجارية المهمة في النزهة. من معالمها مسجد أبو ذر الغفاري، أحد أكبر مساجد عمَّان.